# Bin Kashiwa
Bin Kashiwa (ビンカシワ), né le 15 mai 1944 dans la préfecture de Hokkaidō est un peintre et illustrateur japonais.

## Biographie
En 1966, Bin Kashiwa s'installe à Paris où il réside une quinzaine d'années. C'est dans la capitale parisienne qu'il rencontre un de ses compatriotes Hiro Yamagata, qu'il formera comme son élève.
À partir de 1970 et pendant les huit années suivantes, Bin Kashiwa fournit les dessins servant à illustrer l'émission japonaise NHKフランス語講座, des cours de français télévisés diffusés sur la chaîne culturel NHK. C'est à partir de ces émissions que le talent de Bin Kashiwa commencent à être apprécié dans son pays. En septembre 1988, la NHK publie un livre, intitulé « Paris Naïf Bin Kashiwa no sekai » (le monde de Bin Kashiwa) qui compile tous les dessins de Bin Kashiwa qui ont servi pour ses émissions.
Actuellement, il vit et travaille à Kushiro sur l'île de Hokkaidō.

## Ses œuvres
Certaines œuvres de Bin Kashiwa ont été exposées au Musée d'art Isetan de Tokyo. Ses dessins sont déclinés notamment en cartes postales, en cartes téléphoniques ou en calendriers.